# Лига мира и свободы
Международная лига мира и свободы (фр. Ligue internationale de la paix et de la liberte) — международная пацифистская организация, созданная в 1867 году в Швейцарии рядом республиканцев, революционеров и демократов, общественных деятелей левого и либерального толка. Возглавлял её Фредерик Пасси, в организационном комитете состояли Эмиль Аколла, Джон Стюарт Милль, Элизе Реклю и его брат Эли; среди членов и сторонников были Виктор Гюго, Джузеппе Гарибальди, Луи Блан, Эдгар Кине, Жюль Фавр, Джеймс Фази, Фердинанд Бюиссон и А. И. Герцен. Десять тысяч человек со всей Европы подписали петицию в поддержку её съезда. В учредительном съезде Лиги приняли участие 6000 человек.

## История
Учредительный съезд Лиги мира и свободы первоначально был запланирован на 5 сентября 1867 года в Женеве, однако его открытие было отложено к 9 сентября, с тем чтобы позволить принять участие делегатам проходившего 2-8 сентября Лозаннского конгресса Международного товарищества рабочих (I Интернационала). Создатели Лиги рассчитывали на участие последних, пригласив секции I Интернационала и его руководителей, в том числе Карла Маркса, принять участие в съезде. Маркс считал, что членам Интернационала стоит принимать участие в нём в личном порядке, хотя само по себе Международное Товарищество Рабочих выполняет функции антивоенного конгресса, поскольку объединение рабочих классов разных стран должно в конечном итоге сделать международные войны невозможными.
Из деятелей международного рабочего движения в 1867—1868 годах важную роль в работе Лиги играл анархист Михаил Бакунин, входивший в её Центральный комитет. Вступив в I Интернационал, он работал над присоединением к нему «Лиги мира и свободы», но это оказалось невозможным, так как в ней большинство членов не были даже социалистами.
Однако уже на втором конгрессе Лиги мира и свободы, проходившем в Берне 21—25 сентября 1868 года, предложенная Бакуниным резолюция, которая провозглашала необходимость экономического и социального «уравнения классов», была отвергнута большинством голосов. В итоге Бакунин и его сторонники вышли из состава Лиги мира и свободы и в том же году создали Альянс социалистической демократии.
К этому моменту решением Брюссельского конгресса Международного товарищества рабочих (5—13 сентября 1868 года) было отклонено приглашение принять официальное участие в предстоящем Бернском конгрессе Лиги мира и свободы. Резолюция разрешала членам Интернационала участвовать в этом конгрессе сугубо в частном порядке. Советская историография впоследствии негативно оценивала деятельность Лиги как буржуазно-пацифистской организации, «заявлениями о возможности покончить с войной путём создания „Соединённых Штатов Европы“ сеявшей в массах ложные иллюзии и отвлекала пролетариат от классовой борьбы». «Соединённые Штаты Европы» — такое название носил информационный бюллетень Лиги мира и свободы, главным редактором которого был Эли Дюкоммен.
Практического успеха деятельность Лиги не имела, она не только не смогла предотвратить начало Франко-прусской войны, но и прекратила к её моменту своё существование.